# Camp de concentració de Struthof-Natzweiler
El Camp de concentració de Struthof-Natzweiler (oficialment en alemany Konzentrationslager Natzweiler, KZ-Na) va ser un camp de concentració i el principal centre del sistema d'instal·lacions operat pels nazis durant la Segona Guerra Mundial en la regió annexada al Tercer Reich d'Alsàcia, l'únic establert a territori francès i el primer dels camps de la mort descoberts a Europa després de la seva presa pels aliats el 23 de novembre de 1944. El procés dels doctors dels Judicis de Nuremberg va declarar demostrada la realització d'experiments considerats com a crim contra la humanitat a Struthof-Natzweiler.
Localitzat al paratge natural de Struthof, la seva activitat es va estendre des de poc després de l'annexió el 1940, fins a la seva evacuació a l'agost de 1944. Connectat a un sistema en xarxa dels altres 70 camps i instal·lacions auxiliars, més de 44 000 persones deportades hi passaren durant el seu ús, algunes d'elles detingudes per aplicació del decret Nacht und Nebel, de les quals unes 22 000 van morir, la majoria pels abusos del treball forçat, la desnutrició i les tortures dels SS, però també per les experimentacions pseudocientífiques de l'Ahnenerbe-SS.

## Història

### Primeres instal·lacions
Després de la derrota francesa i l'annexió d'Alsàcia al territori del Reich, el 1940 es va obrir al municipi de Schirmeck, a uns 55 km a l'oest d'Estrasburg, un camp d'internament reservat o Sicherungslager Vorbruck destinat als condemnats per oposició al procés de germanització d'Alsàcia. Al setembre de 1940, Heinrich Himmler ordenà construir un altre camp en el lloc apartat de Struthof, a uns 800 m d'altura i pròxim a una pedrera, començant a operar com a camp de treball per a l'extracció del gres rosat dels Vosgues. Els primers 300 presoners hi van arribar entre el 21 i 23 de maig i eren majoritàriament alemanys provinents del Camp de concentració de Sachsenhausen, presos comuns i desertors.

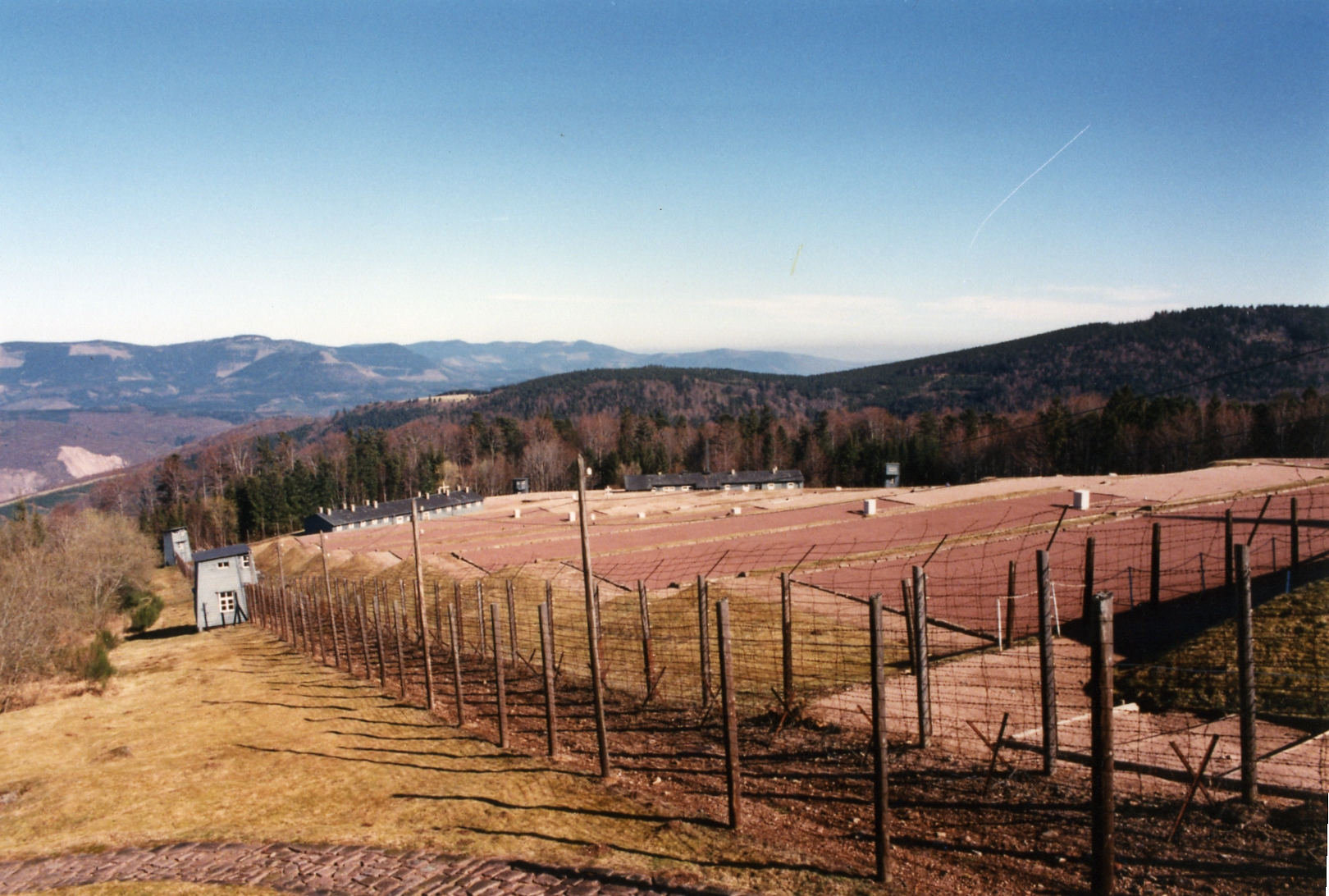
Vista de l'esplanada de barracots en el camp de Struthof-Natzweiler en el paratge natural de Struthof

### Camp de presos NN
El camp de Struthof i la seva xarxa de 70 establiments connexos va ser designat per l'administració de camps com destinació a partir de 1942 per a la deportació i l'assassinat dels presoners de la resistència d'arreu d'Europa, en aplicació del decreto Nacht und Nebel (NN). Als presoners NN es va destinar el barracot núm. 13, que estava aïllat de manera especial per filats i se'ls va aplicar el principi de l'extermini pel treball forçat o Vernichtung durch Arbeit. És a partir de llavors quan comença a rebre nombrosos membres de la resistència a Alsàcia: entre els últims assassinats hi havia 107 membres de la Red Alliance i 33 del grup G.M.A. Alsace-Vosges. El 6 de juliol de 1944 van ser executades 4 dones, agents pertanyents a la SOE o Special Operations Executive: Diana Rowden, Vera Leigh, Andrée Borrel i Sonya Olschanezky; una placa en el camp commemora aquestes execucions.

### Experiments amb éssers humans
Des d'agost de 1943 el camp va disposar d'una cambra de gas i d'un crematori finançats directament per l'Institut Anatòmic de la Reichsuniversitat d'Estrasburg, dirigida des de 1941 per metge capità de la SS, August Hirt. Hirt com a membre de la secció científica de les SS, la SS-Ahnenerbe, va organitzar el trasllat des del Camp de concentració d'Auschwitz de 130 persones que serien gassejades l'estiu de 1943. 86 dels cossos d'aquestes persones van ser utilitzats per a crear una "col·lecció" d'esquelets exposada a l'anatòmic de la Universitat d'Estrasburg.

#### La col·lecció del doctor Hirt

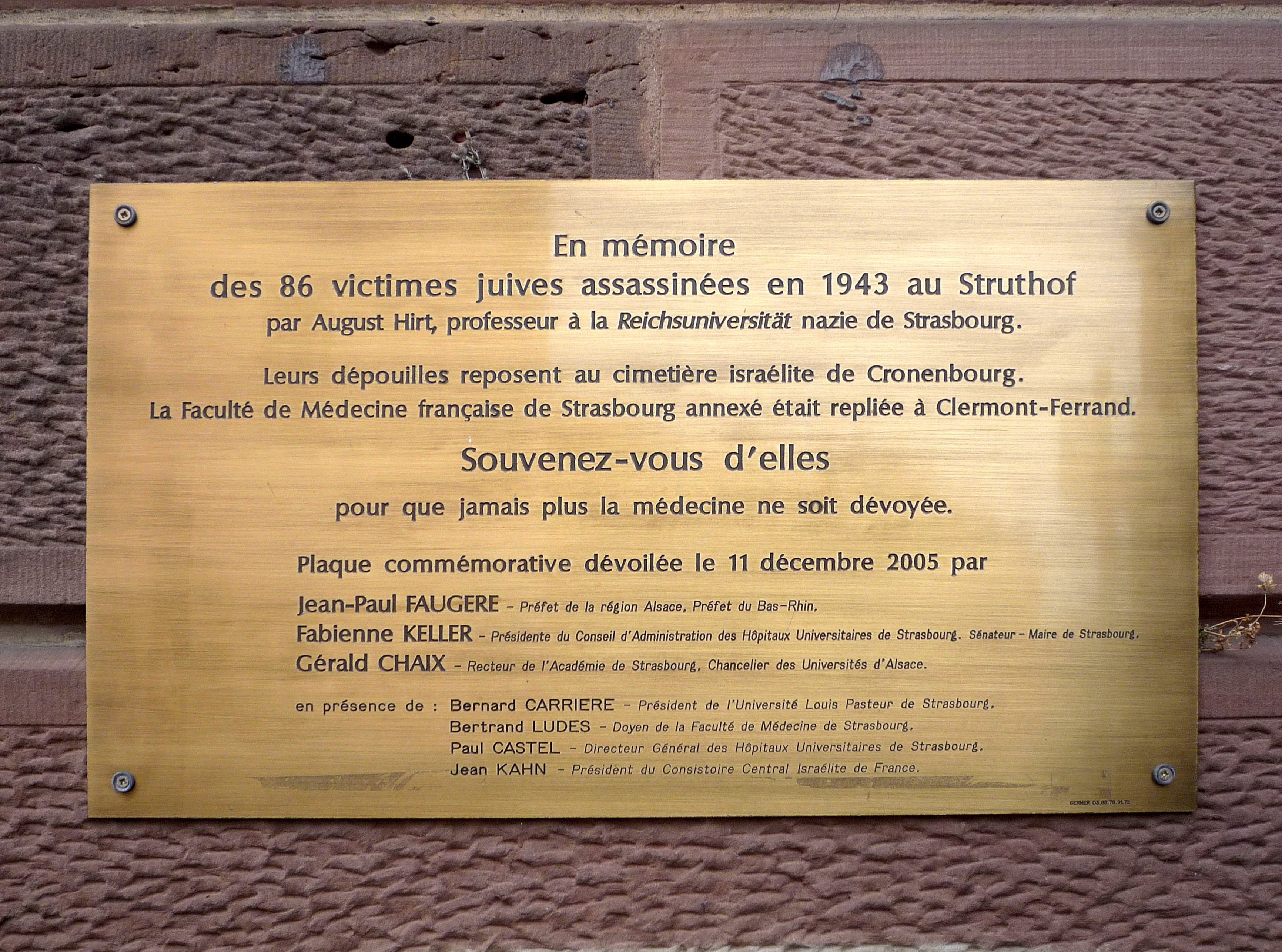
Placa commemorativa en record de les 86 víctimes del camp KZ-Natzweiler-Struthof, els cossos del qual van ser utilitzats per August Hirt i els seus col·laboradors per a les experiències pseudo-mèdiques realitzades a l'Institut d'Anatomia de la Reichstuniversität d'Estrasburg

Després de l'entrada de les tropes de la 2a divisió blindada del general Leclerc a Estrasburg el 23 de novembre de 1944 i que va suposar l'expulsió definitiva dels ocupants nazis de la ciutat, una missió del servei cinematogràfic de l'exèrcit francès va explorar els soterranis de l'Institut anatòmic a la recerca de documents descobrint en el seu lloc desenes de cossos humans i fragments submergits en bótes d'alcohol. Des del 17 de desembre de 1944, un equip d'oficials mèdics de l'òrgan d'investigació de crims de guerra va interrogar diversos testimonis i es va desplaçar al camp de Struthof-Naztweiler per a després emetre un informe sobre l'episodi de la col·lecció de Hirt. Nombrosos documents signats pel director administratiu de l'Ahnenerbe, Wolfram Sievers, van permetre reconstruir la metòdica operació la missió de la qual era la de crear una mostra d'esquelets per a servir de testimoniatge a les generacions futures del que hauria estat la raça jueva una vegada exterminada
En coordinació amb Adolf Eichmann, promotor de la Endlössung, Sievers va procurar segons les instruccions de Hirt l'enviament de presoners suficients i en bon estat de salut a la cambra de gas de Struthof, emprant per al seu assassinat sals d'àcid cianhídric preparades pel mateix Hirt. L'execució realitzada en diverses tandes i supervisada pel Sturmführer del camp Josef Kramer, va posar fi a la vida de 86 persones de les quals 30 eren dones, mentre que una víctima "87" va ser abatuda d'un tret a l'oposar resistència. Els cossos van ser enviats a Estrasburg on van romandre conservats fins a un any més tard, agost de 1944, quan Hirt va ordenar la partició dels cossos i la seva decapitació. Les dents d'or havien de ser-li lliurades i els caps cremats. Aquestes i altres òrgans van ser incinerats al cementiri d'Estrasburg-Robertsau.
Per ordre de Hirt, tots els tatuatges amb els nombres de registre sobre la pell dels cossos van ser extirpats excepte els de l'únic cos identificat dels 86, el del jueu berlinès d'origen polonès Menahem Taffel.

### Alliberament
Davant l'avanç dels aliats, el 30 d'agost de 1944 els presoners van ser evacuats cap al camp de Dachau. El 23 de novembre de 1944, la Divisió Cactus de l'exèrcit dels EUA va trobar als últims 16 presos abandonats en el qual seria el primer camp de la mort alliberat a Europa.

## Víctimes
Segons el registre alemany de matriculats de l'extensa xarxa de camps del CA-Na, la majoria de les 51.684 persones deportades eren d'origen polonès (13.606 persones) i soviètic (7.586 deportats). Es van registrar també:
- 6 871 francesos
- 4 403 hongaresos
- 3 703 alemanys
- 1 609 italians
- 872 iugoslaus
- 676 neerlandesos
- 579 noruecs, dels quals 504 eren NN[9]
- 555 lituans
- 416 luxemburguesos
- 390 letons
- 387 belgues
- 312 estonians
- 254 txecs
- 169 grecs
- 125 eslovens
- 37 romanesos
- 17 albanesos
- 13 austríacs
- 11 britànics, dels quals diversos integrants de les SOE
- 10 ucraïnesos
- 7 finlandesos
- 7 suïssos
- 6 turcs
- 3 danesos
- 2 búlgars
- 1 portuguès
- 1 suec

80 espanyols estan registrats entre les víctimes deportades de l'internament. Unes altres 8.985 persones van ser víctimes de nacionalitat no registrada. Els motius pels quals van ser condemnats van ser classificats en un 60% de naturalesa política, mentre que aproximadament un 17% eren d'origen jueu. El 4,9% de les víctimes van ser presoners NN.